# Ваганов, Александр Иванович (полный кавалер ордена Славы)
Александр Иванович Ваганов (16.10.1919, Марий Эл — 07.05.1986) — советский военнослужащий, участник Великой Отечественной войны, полный кавалер ордена Славы, разведчик 44-й отдельной гвардейской разведывательной роты гвардии красноармеец — на момент представления к награждению орденом Славы 1-й степени.

## Биография
Родился 16 октября 1919 года в деревне Бурлацк, рабочий поселок Бурлацкое Горномарийского района республики Марий Эл. Окончил начальную школу. Работал электриком в поселке Три Рутки того же района.
В 1941 году был призван в Красную Армию. На фронте в Великую Отечественную войну с декабря 1941 года. К осени 1943 года красноармеец Ваганов воевал в разведке. Отличился при форсировании Днепра. С группой разведчиков скрытно переправлялся на правый берег, но добрался один, товарищи погибли. Несмотря на ранение, провел разведку передовой линии противника и, вернувшись назад, доставил ценные сведения. Был награждён медалью «За отвагу».
14 августа 1944 года гвардии красноармеец Ваганов с группой бойцов проник в глубь обороны противника юго-западнее города Пашкани и вынужден был принять бой. Лично уничтожил несколько вражеских солдат. Прикрывая отход разведчиков, вынес с поля боя раненого командира взвода. Был представлен к награждению орденом Славы.
Через несколько дней вновь отличился. 24 августа группа разведчиков, в которой находился Ваганов, из засады напала на отступающую колонну противника у города Пьятра-Нямц. Были взяты в плен десятки солдат и офицеров, захвачено 40 повозок с боеприпасами и оружием, 27 орудий разного калибра. Ваганов во время схватки с неприятелем лично уничтожил до отделения вражеских солдат. Был представлен к награждению орденом Славы 2-й степени.
Приказом от 22 сентября 1944 года гвардии красноармеец Ваганов Александр Иванович награждён орденом Славы 3-й степени.
28 октября 1944 года гвардии красноармеец Ваганов с группой разведчиков проник в расположение противника недалеко от населенного пункта Полгар. Завязался бой. В результате несколько солдат противника были взяты в плен. Был представлен к награждению орденом Славы 1-й степени.
Приказом от 12 декабря 1944 года гвардии красноармеец Ваганов Александр Иванович награждён орденом Славы 2-й степени.
Указом Президиума Верховного Совета СССР от 15 мая 1946 года за исключительное мужество, отвагу и бесстрашие, проявленные на заключительном этапе Великой Отечественной войны в боях с вражескими захватчиками гвардии старшина Ваганов Александр Иванович награждён орденом Славы 1-й степени. Стал полным кавалером ордена Славы.
В 1946 году гвардии старшина Ваганов был демобилизован. Жил в городе Грозном, работал слесарем на автотранспортном предприятии. Скончался 7 мая 1986 года.
Похоронен в Грозном на кладбище Ленинского района. Могила является памятником регионального значения. По данным от 2010 года находится в неудовлетворительном состоянии.

## Награды
Награждён орденом Отечественной войны 1-й степени (1985), Славы 3-х степеней (1944, 1944, 1946), боевыми медалями, в том числе двумя «За отвагу» (1944).